# جيمس حنا
جيمس حنا (بالإنجليزية: James Hanna)‏ هو لاعب كرة قدم أمريكية أمريكي، ولد في 14 يوليو 1989 في ليكوود في الولايات المتحدة.

## وصلات خارجية
- جيمس حنا على موقع إي إس بي إن.كوم (أن.أف.أل)3
- جيمس حنا على موقع مرجع كرة القدم المحترفة.كوم (الإنجليزية)